# Catepà
Catepà (grec antic: κατεπάνω 'catepáno') era un títol romà d'Orient equivalent a governador de districte fronterer. Segons Coromines, la paraula del llatí tardà capitaneus ('cabdal, principal'), derivada de caput ('cap') va barrejar-se amb catepano per donar la forma capità, en català, i els seus equivalents en altres idiomes.

## Història
El catepà apareix per primera vegada al segle ix, quan el cap dels basilikoi anthrōpoi ('homes imperials'), un tipus de funcionari de la cort de baix nivell, i el cap mardaïta dels destacaments marítims del Tema dels Cibirreotes al sud d'Àsia Menor l'anomenen catepà amb el sentit de «responsable». A la vigília de les grans conquestes orientals dels anys seixanta, però, el títol va adquirir un significat més específic.
Les zones frontereres reconquerides es van dividir en temes més petits, i es van agrupar per formar grans comandaments regionals, encapçalats per un dux o un catepà. Es van crear els ducats/catepanats d'Antioquia, que cobrien la frontera sud-est al nord de Síria, el de Mesopotàmia a l'est al voltant de l'Eufrates i de Càldia al nord-est. Durant el regnat de l'emperador Basili II (r. 976–1025), la frontera oriental es va ampliar encara més i el 1022 es va establir el catepanat d'Ibèria.
A Occident, el catepanat més important era el del sud d'Itàlia, segons diu el Taktikon de l'Escorial, una llista de càrrecs i títols compilada cap al 971-975, i quan van acabar les Guerres romano-búlgares, se sap que hi havia un catepà de Bulgària. També es coneix un catepanat serbi, conegut amb el nom de Catepanat de Ras.
Quan l'Imperi Romà d'Orient va anar perdent territoris durant el segle xi el càrrec va perdre el sentit de comandant militar general, però es va mantenir en un nivell més petit. Durant les dinasties Comnè i Paleòleg, el terme catepà designava un funcionari administratiu de baix nivell, tant a Àsia Menor (incloent l'Imperi de Trebisonda) com a Europa. Els Katepanikion eren petites subdivisions dels temes que havien existit, i consistien en poc més que una capital fortificada (el kastron) i el seu territori circumdant. A l'època dels Paleòlegs, un katepanikion estava governat per un κεφαλή, ('cap"), que tenia la suprema autoritat civil i militar dins dels seus límits. Com moltes altres institucions de l'Imperi Romà d'Orient, el katepanikion com a subdivisió administrativa també es va adoptar pel Segon Imperi Búlgar.